# Captain America (film fra 1990)
Captain America er en amerikansk superhelt film fra 1990 og den blev instrueret af Albert Pyun og skrevet af Stephen Tolkin og Lawrence J. Block (alias Larry Block). Filmen er baseret på Marvel Comics superhelt med samme navn

## Medvirkende
- Matt Salinger som Steve Rogers / Captain America[1]
- Ronny Cox som President Thomas "Tom" Kimball
  - Garrette Ratliffe  som ung Tom
- Scott Paulin som Tadzio de Santis / Red Skull
  - Massimilio Massimi som ung Tadzio
- Ned Beatty som Sam Kolawetz
  - Thomas Beatty som ung Sam
- Darren McGavin som General Fleming
  - Bill Mumy som ung Fleming
- Francesca Neri som Valentina de Santis
- Michael Nouri som Lt. Col. Louis
- Kim Gillingham som Bernice Stewart / Sharon
- Melinda Dillon som Mrs. Rogers
- Carla Cassola som Dr. Maria Vaselli
- Wayde Preston som Jack